# Ecséd
Ecséd är en ort i Ungern.   Den ligger i provinsen Heves, i den centrala delen av landet, 60 km öster om huvudstaden Budapest. Ecséd ligger 159 meter över havet och antalet invånare är 3 457.
Terrängen runt Ecséd är huvudsakligen platt, men åt nordväst är den kuperad. Terrängen runt Ecséd sluttar söderut. Runt Ecséd är det ganska tätbefolkat, med 52 invånare per kvadratkilometer. Närmaste större samhälle är Hatvan, 9,6 km sydväst om Ecséd. Trakten runt Ecséd består till största delen av jordbruksmark.